# Les Basques
Les Basques (del francés, Los Vascos) es un municipio regional de condado (MRC) de la provincia de Quebec en Canadá. Está ubicado en la región administrativa de Bas-Saint-Laurent. Su chef-lieu y municipio más poblado es la ciudad de Trois-Pistoles. 

## Geografía

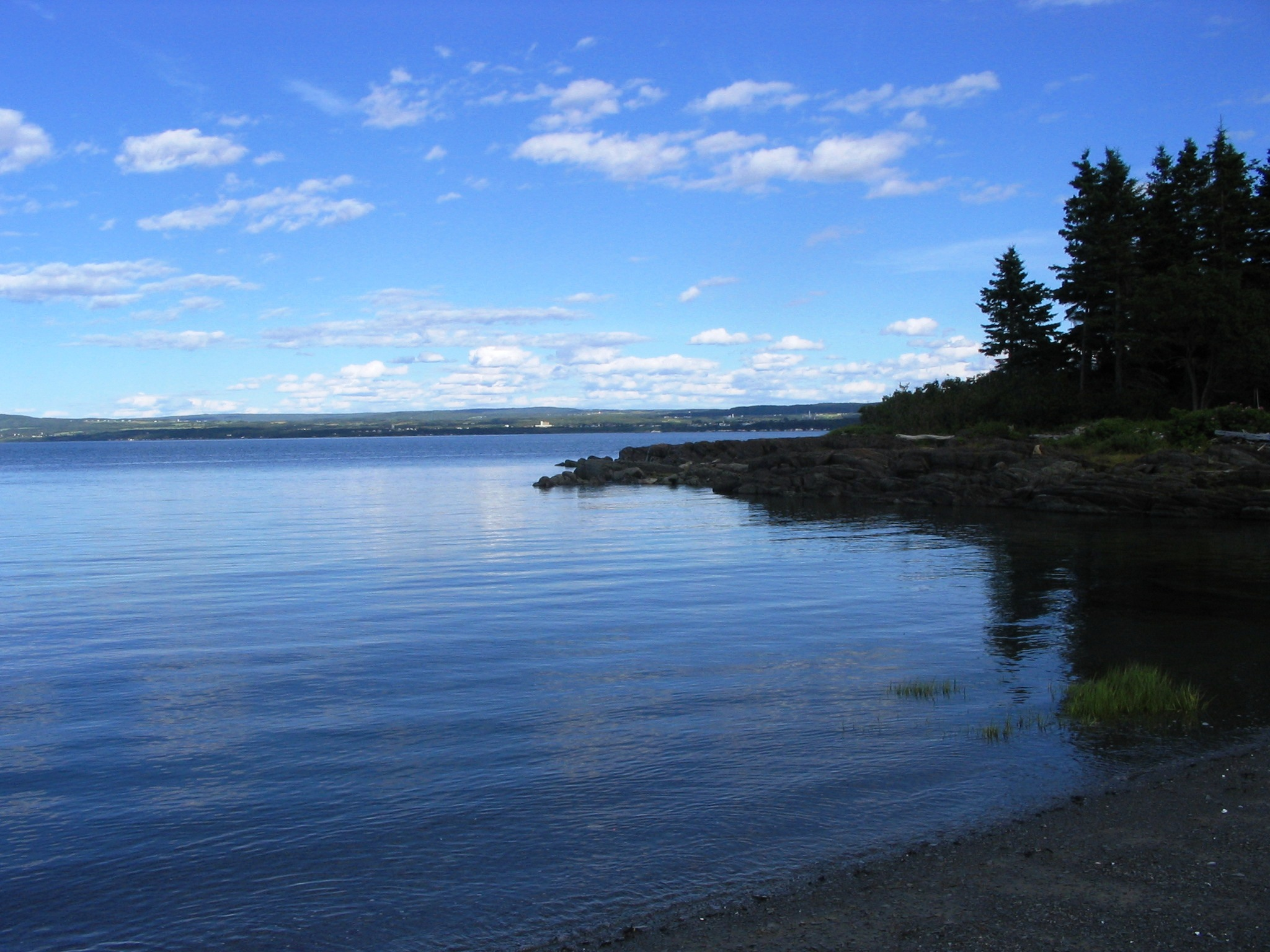
Islas de los Vascos

El MRC de Les Basques se encuentra en la costa sur del estuario del San Lorenzo. Limita al noreste con el MRC de Rimouski-Neigette, al sureste con Témiscouata, al suroeste con el MRC de Rivière-du-Loup y al noroeste con el estuario. En costa opuesta del estuario está ubicado el MRC de La Haute-Côte-Nord. La superficie total es de 1586 km², de los cuales 1115 km² son tierra firme y 471 km² cubiertos por el agua. Las regiones naturales incluyen zona marítimo-terrestre, las terrazas y los montes Notre-Dame (Apalaches). El rivière des Trois Pistoles y sus dos afluentes, los ríos Mariakèche y Boisbuscache, bañan el territorio. Los principales estanques son los lagos Saint-Mathieu y Saint-Jean.

## Urbanismo
|        | Clase               | Orientación | Odónimo                                                      | Origen                 | Destino                 | Municipios del MRC                                                                         |
| A 20   | Autopista           | EO          | Autoroute Jean-Lesage                                        | Rivière-Beaudette      | Mont-Joli               | Notre-Dame-des-Neiges, Trois-Pistoles, Saint-Simon                                         |
| QC 132 | Carretera nacional  | EO          | Chemin du Portage                                            | Dundee                 | Gaspé                   | Notre-Dame-des-Neiges, Trois-Pistoles, Saint-Simon                                         |
| QC 293 | Carretera regional  | NS          | Grande Ligne, Rue Principale, 2e Rang Centre, Rue Jean-Rioux | Témiscouata-sur-le-Lac | Trois-Pistoles          | Saint-Clément, Saint-Jean-de-Dieu, Sainte-Françoise, Notre-Dame-des-Neiges, Trois-Pistoles |
| QC 295 | Carretera colectora | NS          | Route des Islets, Chemin de la Société, Rue Gauvin           | Dégelis                | Saint-Jean-de-Dieu      | Sainte-Rita, Saint-Jean-de-Dieu                                                            |
| QC 296 | Carretera colectora | NS          | Route de Saint-Guy, Rue Principale                           | Sainte-Françoise       | Saint-Michel-du-Squatec | Saint-Guy, Saint-Médard, Sainte-Françoise                                                  |

## Historia
El MRC fue creado en 1981 a partir de partes de los antiguos condados de Rivière-du-Loup y de Rimouski. Tomó su nombre de la Isla de los Vascos situada en frente de Trois-Pistoles, donde la presencia de pescadores vascos entre 1580 y 1630 es atestiguada.

## Política
El prefecto actual (2015) es Bertin Denis, que sucedió a André Leblond en 2009. El prefecto suplente es Michel Colpron.
|           | Número de candidatos | Prefecto elegido | % votos |
| 2005-2009 | 1                    | André Leblond    | …       |
| 2009-2013 | 1                    | Bertin Denis     | …       |
| 2013-2017 | 1                    | Bertin Denis     | …       |

El territorio del MRC forma parte de las circunscripciones electorales de Rivière-du-Loup–Témiscouata a nivel provincial y de Rimouski-Neigette—Témiscouata—Les Basques a nivel federal.

## Demografía

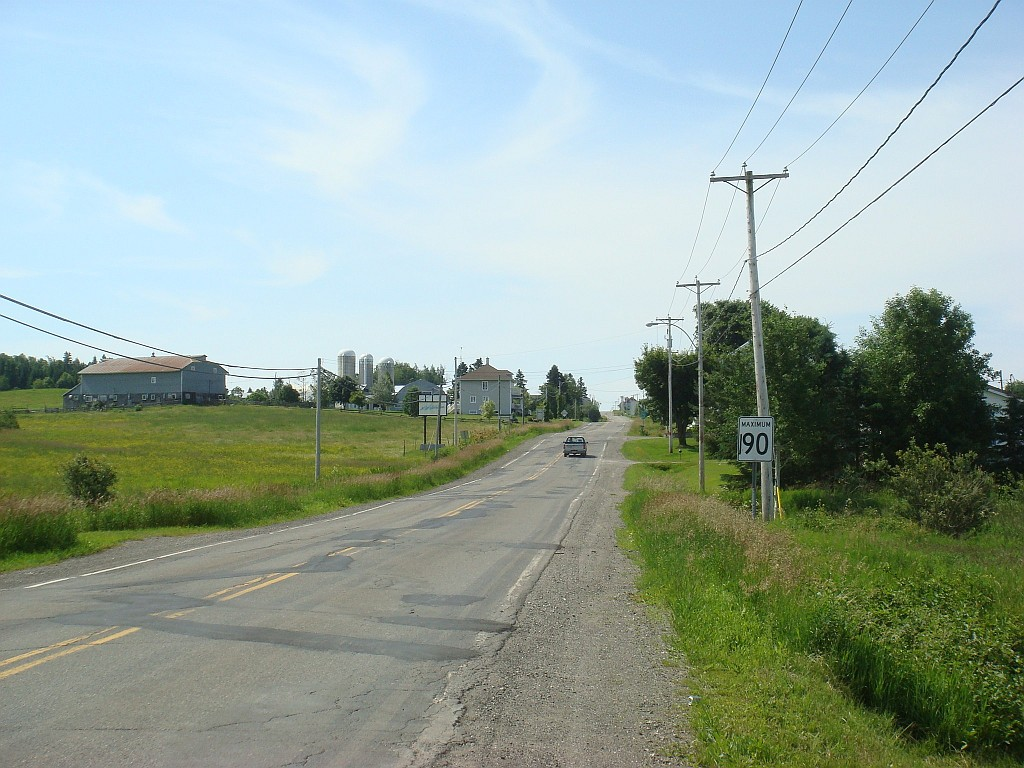
La ruta 293 en Saint-Jean-de-Dieu

Según el censo de Canadá de 2011, Les Basques contaba con 9142 habitantes. La densidad de población era de 8,1 hab./km². Entre 2006 y 2011 hubo una diminución de 333 habitantes (3,5 %). En 2011, el número total de inmuebles particulares era de 5144, de los cuales 4159 estaban ocupados por residentes habituales, otros siendo desocupados o residencias secundarias.
El MRC de Les Basques es uno de los menos poblados de Quebec. Su población es mitad rural, mitad urbana. El territorio es esencialmente rural, su crecimiento demográfico se estancó en 1961 para iniciar un fuerte descenso. Entre 1961 y 2006, el MRC de Les Basques perdió 42 % de su población. Ciertas ciudades del interior del país han sufrido pérdidas demográficas aún más importantes. El porcentaje de la población del MRC entre el total de las personas de Quebec se ha reducido a un tercio entre 1961 y 2006, pasando de 0,36 % a 0,12 %.
| Año  | Población MRC de Les Basques | Población Quebec | Porcentaje (%) MRC/Quebec |
| ---- | ---------------------------- | ---------------- | ------------------------- |
| 1951 | 14 477                       | 4 055 681        | 0,36                      |
| 1961 | 16 300                       | 5 259 211        | 0,31                      |
| 1971 | 13 453                       | 6 137 306        | 0,22                      |
| 1981 | 11 919                       | 6 547 705        | 0,19                      |
| 1991 | 10 325                       | 7 064 586        | 0,15                      |
| 2001 | 9848                         | 7 396 990        | 0,14                      |
| 2006 | 9475                         | 7 651 531        | 0,12                      |

Evolución de la población total, 1991-2015

## Economía
La agricultura, la industria forestal y el sector agroalimentario son las principales actividades económicas de la región. El MRC de Les Basques es uno de los más pobres de Quebec. 

## Comunidades locales
Les Basques se compone de 11 municipios (1 ciudad, 5 municipios, 5 parroquias) y 1 territorio no organizado.
| Código | Nombre                 | Tipo                     | Fecha de constitución | Superficie total (km²) | Superficie agua (km²) | Superficie tierra (km²) | Población 2015 | Gentilicio (en francés) | Densidad (hab./km²) | DT  | Número de concejales | CEP                         | CEF                                       |
| ------ | ---------------------- | ------------------------ | --------------------- | ---------------------- | --------------------- | ----------------------- | -------------- | ----------------------- | ------------------- | --- | -------------------- | --------------------------- | ----------------------------------------- |
| 11005  | Saint-Clément          | Parroquia                | 01.01.1885            | 80,46                  | 0,39                  | 80,07                   | 496            | Clémentois, e⁰          | 6,2                 | S   | 6                    | Rivière-du-Loup–Témiscouata | Rimouski-Neigette—Témiscouata—Les Basques |
| 11010  | Saint-Jean-de-Dieu     | Municipio                | 01.01.1865            | 152,69                 | 0,54                  | 152,15                  | 1609           | Johannois, e*           | 10,6                | S   | 6                    | Rivière-du-Loup–Témiscouata | Rimouski-Neigette—Témiscouata—Les Basques |
| 11015  | Sainte-Rita            | Municipio                | 01.01.1948            | 132,55                 | 3,90                  | 128,65                  | 294            | Ritois, e*              | 2,3                 | S   | 6                    | Rivière-du-Loup–Témiscouata | Rimouski-Neigette—Témiscouata—Les Basques |
| 11020  | Saint-Guy              | Municipio                | 01.07.1855            | 144,11                 | 4,94                  | 139,17                  | 82             | Saint-Guyen, ne⁰        | 0,6                 | S   | 6                    | Rivière-du-Loup–Témiscouata | Rimouski-Neigette—Témiscouata—Les Basques |
| 11025  | Saint-Médard           | Municipio                | 01.01.1949            | 75,85                  | 0,80                  | 75,05                   | 227            | Médardois, e*           | 3,0                 | S   | 6                    | Rivière-du-Loup–Témiscouata | Rimouski-Neigette—Témiscouata—Les Basques |
| 11030  | Sainte-Françoise       | Parroquia                | 06.12.1873            | 90,04                  | 0,39                  | 89,65                   | 389            | -                       | 4,3                 | S   | 6                    | Rivière-du-Loup–Témiscouata | Rimouski-Neigette—Témiscouata—Les Basques |
| 11035  | Saint-Éloi             | Parroquia                | 01.01.1873            | 66,39                  | 0,52                  | 65,87                   | 311            | Éloisien, ne*           | 4,7                 | S   | 6                    | Rivière-du-Loup–Témiscouata | Rimouski-Neigette—Témiscouata—Les Basques |
| 11040  | Trois-Pistoles         | Ciudad                   | 09.03.1916            | 9,66                   | 2,04                  | 7,62                    | 3394           | Pistolois, e*           | 445,4               | D   | 6                    | Rivière-du-Loup–Témiscouata | Rimouski-Neigette—Témiscouata—Les Basques |
| 11045  | Notre-Dame-des-Neiges  | Municipio                | 01.07.1855            | 94,07                  | 0,53                  | 93,54                   | 1096           | Pistolois, e⁰           | 11,7                | S   | 6                    | Rivière-du-Loup–Témiscouata | Rimouski-Neigette—Témiscouata—Les Basques |
| 11050  | Saint-Mathieu-de-Rioux | Parroquia                | 18.08.1865            | 117,03                 | 7,36                  | 109,67                  | 655            | Mahéen, ne*             | 6,0                 | S   | 6                    | Rivière-du-Loup–Témiscouata | Rimouski-Neigette—Témiscouata—Les Basques |
| 11055  | Saint-Simon            | Parroquia                | 01.07.1855            | 74,99                  | 0,35                  | 74,64                   | 441            | Simonois, e*            | 5,9                 | S   | 6                    | Rivière-du-Loup–Témiscouata | Rimouski-Neigette—Témiscouata—Les Basques |
| 11902  | Lac-Boisbouscache      | Territorio no organizado | .                     | 102,05                 | 3,68                  | 84,76                   | -              | ...                     | -                   | ... | ...                  | Rivière-du-Loup–Témiscouata | Rimouski-Neigette—Témiscouata—Les Basques |
| 110    | Les Basques            | MRC                      | 01.04.1981            | 1139,89                | 25,44                 | 1114,45                 | 8994           | Basque*                 | 8,1                 | …   | …                    | Rivière-du-Loup–Témiscouata | Rimouski-Neigette—Témiscouata—Les Basques |

DT división territorial, D distritos, S sin división; CEP circunscripción electoral provincial, CEF circunscripción electoral federal; * Oficial, ⁰ No oficial